# Titularbistum Ros Cré
Das Bistum Ros Cré (so ir., engl.: Roscrea, Latein Dioecesis Rosgrensis) ist ein Titularbistum der römisch-katholischen Kirche in Irland.
Die Stadt Roscrea liegt im äußersten Nordosten der Grafschaft Tipperary in der Provinz Munster, die in der Südhälfte der Insel liegt. Die Stadt entstand um eine Abtei herum, die im 7. Jahrhundert der heilige Cronan gegründet hatte. Ende des 12. Jahrhunderts ging das Bistum Ros Cré im Bistum Killaloe auf.
| Titularbischöfe von Ros Cré |                              |                                                                    |                   |                 |
| Nr.                         | Name                         | Amt                                                                | von               | bis             |
| 1                           | Dominic Joseph Conway        | Weihbischof in Elphin (Irland)                                     | 16. Oktober 1970  | 12. März 1971   |
| 2                           | Philip James Anthony Kennedy | Weihbischof in Adelaide (Australien)                               | 29. Januar 1973   | 23. März 1983   |
| 3                           | Patrick Joseph Walsh         | Weihbischof in Down und Connor (Irland)                            | 6. April 1983     | 13. März 1991   |
| 4                           | Ramón Cabrera Argüelles      | Weihbischof in Manila (Philippinen) Militärbischof der Philippinen | 26. November 1993 | 14. Mai 2004    |
| 5                           | Heiner Koch                  | Weihbischof in Köln (Deutschland)                                  | 17. Mai 2006      | 18. Januar 2013 |
| 6                           | Johannes Wübbe               | Weihbischof in Osnabrück (Deutschland)                             | 1. September 2013 |                 |